# Zethesides
Zethesides là một chi bướm đêm thuộc họ Erebidae.

## Loài
- Zethesides bettoni (Butler, 1898)
- Zethesides haesitans (Walker, 1858) (đồng nghĩa: Zethesides umbrifera (Swinhoe, 1890))
- Zethesides hesperioides (Guenée, 1852)
- Zethesides pusilla Hampson, 1926
- Zethesides serangodes Viette, 1956
- Zethesides simplex Fletcher, 1955